# Chapelle de Kercohan
La Chapelle Notre Dame du Bon secours est située  au lieu-dit Kercohan, à Berric dans le Morbihan.

## Historique
La Chapelle Notre-Dame-du-Bon-Secours fait l’objet d’une inscription au titre des monuments historiques depuis le 9 décembre 1929. Elle date du XVIe siècle. Les foires y étaient organisées le 16 avril et le 25 mai. Les blasons des Quifistre, sieurs de Tremohar et de Bray ornent les gables de l'abside. Armoiries simples ou écartelées entourées du collier de Saint Michel. Le blason de la chapelle, utilisé généralement, porte la mention en breton "Ann Itroun-Varia a wir sikour Kercohan", pour Notre Dame du Bon secours.[réf. nécessaire]

## Architecture
L'appareil est en Granit.
L'abside à trois pans est d'influence Renaissance.
Les crochets des pinacles et les rampants sont en bouquets Renaissance.
Le chœur et la nef sont reliés par une grande arcade portée par des colonnes. 
Les peintures murales datent de la seconde moitié du XVIIe siècle.